# Музичка фонтана на Славији
Музичка фонтана на Славији је украсни грађевински објекат на територији београдске општине Врачар, која поред визуелног и светлостног пружа и музички доживљај. Ова фонтана, која спада међу највеће у југоисточној Европи, свечано је пуштена у рад 2017. године. 

## Положај и пространство
Музичка фонтана се налази на једном од саобраћајно најпрометнијих тргова Београда — Тргу Славија, на мање од 1,5 km јужно од Теразија (средишта града), на надморској висини од 177 m. Простор чије централно место заузима фонтана дуг је 130 м, а широк 110 м. Већи део припада градској општини Врачар, док мањи део припада општини Савски венац.
До ње се може доћи из: улице Светозара Марковића са северозапада, Његошева са североистока, Кнегиње Зорке са југоистока, другог дела улица Кнегиње Зорке и Тиршова са југозапада. 
Окружена је са пет аутомобилских, трамвајских, аутобуских и тролејбуских саобраћајних трака, и до ње знатижељни туристи не могу доћи пешице.

## Историја
Трг Славија, на ком централно место данас заузима музичка фонтана, до 1880. године био је бара, све док Шкот, Франсис Макензи, није купио велики део земље изнад данашњег трга и испарцелисао га за даљу продају. Тако је почео развој овог краја и самог трга.  
Између 1882. и 1888. године на овом простору саграђена је велика гостионица, односно стари хотел „Славија”. Сматра се да је трг добио име по скулптури Славије која је красила нишу првог спрата хотела. Тако је пројектант и власник овог хотела архитекта Франтишек Неквасил, вероватно крстећи скулптуру именом Славија, несвесно дао име и целом тргу.
Трг је од од 1952. до 1997. године носио име истакнутог вође социјалистичког покрета, Димитрија Туцовића, који је сахрањен у центру трга у кружној цветној алеји и чији споменик је ту 1949. године подигнут. Након измештања гроба (на гробље) и бисте (на обод трга) и преуређења трга на месту цветне алеје данас се налази фонтана. 
Много година Трг Славија био је без правог идејног решења, иако је за његову реконструкцију одржана много надметања, трибина и саветовања. После многих промашаја на тој локацији који су начињени још од периода Ференчака једно је сигурно – трг није смео да изгуби саобраћајну функцију, а о карактеру простора, односно ономе по чему ће бити препознатљив и привлачити људе, требало је да одлучују стручњаци, Градска управа, али и житељи престонице. У сукобу мишљења све идеје  идеје, међу којима је било и добрих, нису претворене у дело и Славија је дуго делила судбину Теразијске терасе и Трга Републике, чија реконструкција још није окончана.
И коначно 2017. године Трг Славија, је обновљен и тако постао једно од главних обележја Београда, важна саобраћајна целина и један од најзахтевнијих кружних токова. Тргом доминира новоизграђена Музичка фонтане, а комплетном реконструкцијом, трг  је добио и нови саобраћајно функционалнији и савременији изглед.

## Архитектура
Ова 800 m², велика вештачка водене површина, омеђена је око један метар изнад ниво тла уздигнути кружним базеном пречника 32 m. Фонтана има 350 млазница, које избацују воду и до висине од 16 метара. Уз помоћ савремена опрема фонтана може и зими, на температури од минус 20 степени да избацује млазеве воде у свим правцима.
Уз помоћ компјутерске анимације, фонтана је раскошно осветљена разнобојним рефлекторима, а њихово рада прати и емитовање и извођење изабране музике. Музика се емитује сваког дана између девет и једанаест часова, као и увече од 20 до 22 часа.
Музичка фонтана на Славији има у свом управљачком механизму сензоре који аутоматски прилагођавају режим рада фонтане у случају јачег ветра. Фонтана ради 14 сати дневно до 23 часа што је много дуже од сличних фонтана у свету.